# Eurico de Jesus
Eurico de Jesus (Macau, 10 juni 1977) is een Macaus autocoureur.

## Carrière
De Jesus begon zijn autosportcarrière in de toerwagens in Azië. In 2003 won hij de Macau Fortuna Trophy en werd hij tweede in de Macau/Hong Kong Intersport Trophy, waarbij hij in beide kampioenschappen in een Honda Civic reed. Na een derde plaats in de Macau CTM Cup in 2006 werd hij in 2008 tweede in deze race en won hij in 2009 de race, die van naam was veranderd naar de Macau Touring Car Cup. Dit deed hij in een Honda Integra. In 2008 nam hij ook deel aan het Asian Touring Car Championship. In 2010 won hij in een Honda Integra de AAMC Challenge van het Macau Touring Car Championship, waar hij in 2012 als derde en in 2013 als vierde eindigde.
In 2012 maakte De Jesus zijn debuut in het World Touring Car Championship. In een Honda Accord Euro R reed hij voor het Five Auto Racing Team in zijn thuisrace op het Circuito da Guia. In de eerste race wist hij de finish niet te halen, terwijl hij in de tweede race als achttiende eindigde. In 2013 keerde hij terug in het WTCC in zijn thuisrace, maar nu voor het team PAS Macau Racing Team. In de eerste race eindigde hij als 24e, terwijl hij in de tweede race niet aan de finish kwam.